# 德怀特·珀金斯
德怀特·希尔德·珀金斯（英語：Dwight Heald Perkins II，1934年—），是美国哈佛大学的政治经济学教授。

## 作品
- 《Market Control and Planning in Communist China》（1966年）
- 《China, Asia's Next Economic Giant》（1986年）
- 《Agricultural Development in China, 1368-1968》（1969年）
- 《China's Modern Economy in Historical Perspective: sponsored by the Social Science Research Council》（1975年）
- 《The Economics of Development》（1983年）
- 《Rural Development in China》（1984年）
- 《Reforming Economic Systems in Developing Countries》（1991年）
- 《East Asian Development》（2013年）
- 《The Economic Transformation of China. World Scientific Publishing》（2015年）